# Vinkeveen

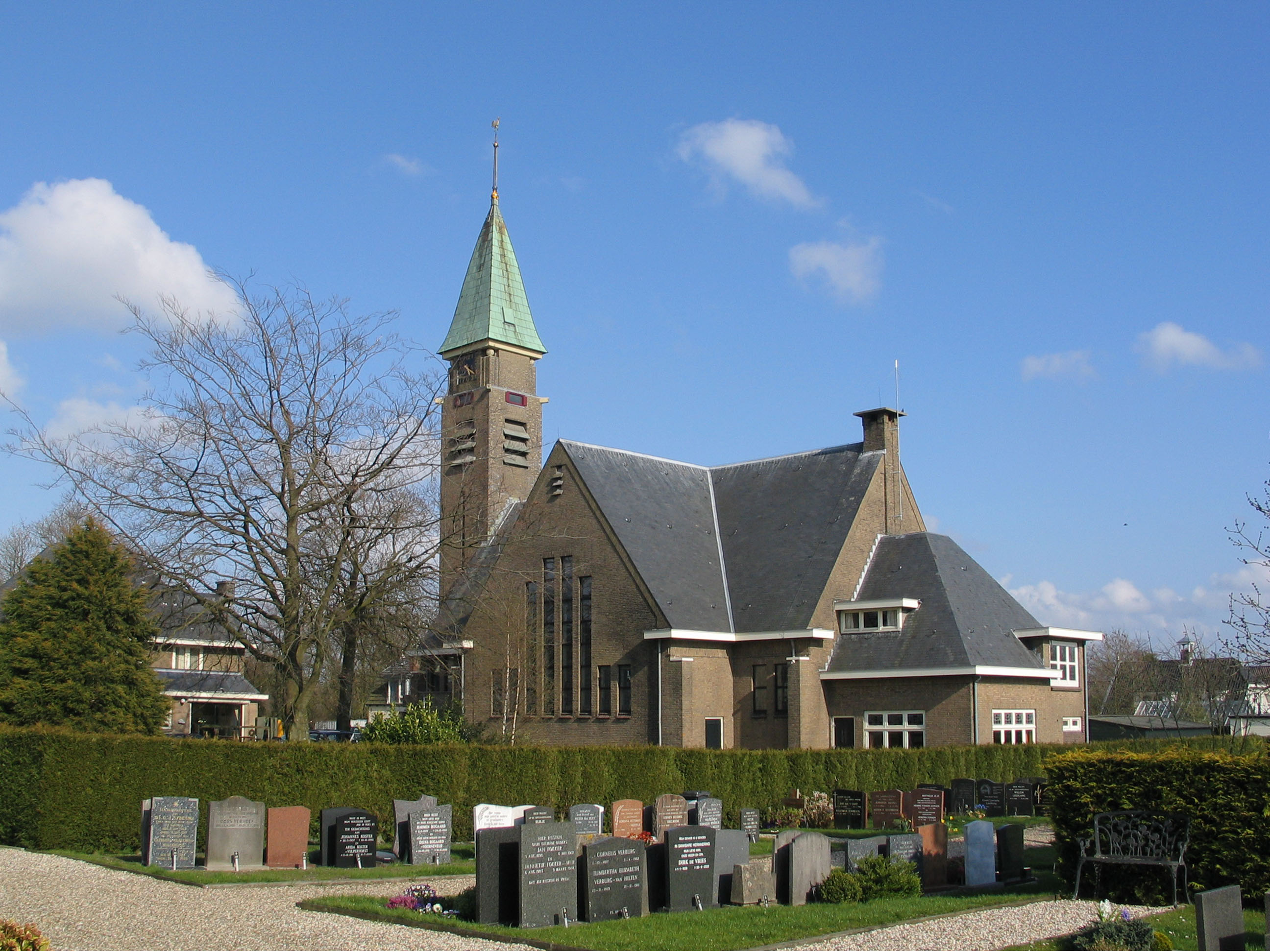
Chiesa a Vinkeveen

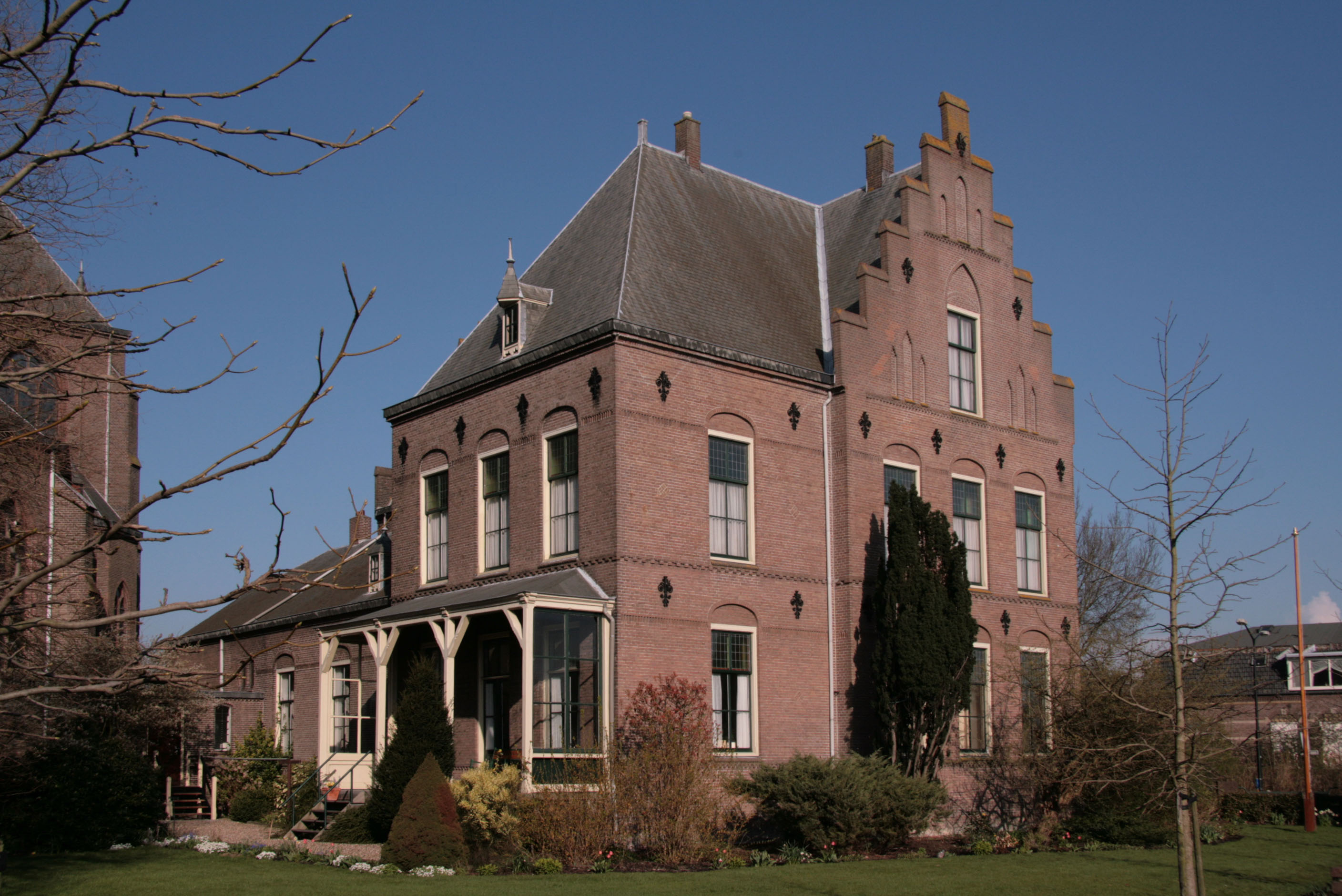
Edificio storico di Vinkeveen

Vinkeveen (0,96 km²; 2.300 ab. circa) è una cittadina dei Paesi Bassi, facente parte della provincia di Utrecht e del comune di De Ronde Venen e situata nella zona dei Laghi di Vinkeveen (Vinkeveense Plassen). Fu comune indipendente fino al 1840, quando andò a formare - assieme al comune di Wagerveen - la neonata municipalità di Vinkeveen en Wagerveen, municipalità a sua volta annessa, nel 1989, al comune di De Ronde Venen.

## Geografia fisica

### Collocazione
Vinkeveen si trova lungo la sponda sud-occidentale dei Laghi di Vinkeveen, ad est di Mijdrecht e a circa 30 km a nord di Utrecht. Appena fuori dal centro di Vinkeveen si trova il piccolo villaggio di Baambrugse Zuwe.

## Società

### Evoluzione demografica
Nel 2010, Vinkeveen contava una popolazione pari a 2.340 abitanti, di cui 1.200 erano donne e 1.140 erano uomini .

## Stemma
Lo stemma di Vinkeveen reca un uccello di colore giallo su sfondo blu con sotto tre rettangoli neri su sfondo bianco.

## Architettura
La località vanta 10 edifici classificati come rijksmonumenten.
|  |

### Edifici e luoghi d'interesse
- Chiesa riformata[3]
- Mulino di Vinkeveen (Vinkeveense Molen) o De Plasmolen, mulino risalente al 1635 circa[9]

## Sport

### Calcio
La squadra di calcio locale è l'SV Hertha Vinkeveen

### Ciclismo
A Vinkeveen ha luogo la gara ciclistica nota come Criterium di Vinkeveen.